# Slaget vid Verdun
Slaget vid Verdun var ett av krigshistoriens längsta och mest blodiga slag, som utspelades under första världskriget vid västfronten, runt Verdun. Slaget, som var det tyska kejsardömets första storoffensiv i väster efter den inledande inmarschen i Belgien och nordöstra Frankrike under augusti-september 1914, inleddes av en nio timmar lång förberedande artilleribeskjutning den 21 februari 1916. Först den 18 december samma år var det hela över.

## Bakgrund
Den tyska krigsplaneringen för ett eventuellt krig på två fronter, som 1905 hade utarbetats av dåvarande tyske generalstabschefen Alfred von Schlieffen, visade sig snart efter världskrigets utbrott, den 1 augusti 1914, fungera dåligt. Planen gick ut på att först snabbt slå ut Frankrike (vilket Preussen lyckats med förbluffande enkelt 1870 under Fransktyska kriget) och därefter kunna vända sina samlade resurser mot Ryssland. Man antog nämligen att Tsarens jätterike skulle behöva lång tid på sig för att kunna mobilisera tillräcklig styrka för att kunna utgöra ett hot mot Tyskland. År 1914 utgjorde Rhen inget hinder för de tyska arméerna, Alsace och en del av Lorraine ("Rikslandet Elsass-Lothringen") hade åter blivit tyskt vid Freden i Frankfurt am Main 1871. Men von Schlieffen hade i sin planering menat att det viktigaste för att snabbt kunna besegra Frankrike igen, var att skära av Paris från kusten. Därför utgick den tyska krigsplanen (för just den händelse av att Tyskland anfölls på två fronter) från en nordligare angreppspunkt. Således genom Belgien (och även Nederländerna, vilket dock den tyske kejsaren, Wilhelm II, förbjöd.) Gällande Belgien bad Tyskland om fri lejd för att möta Frankrike. När svaret från Belgien blev avslag, kunde tyskarna inte omgående ändra sin planering och tvingades (ur sitt perspektiv) att även anfalla Belgien. F.ö. nekade Belgien även Frankrike all form av hjälp, den tyska inmarschen till trots. Belgien ville ursprungligen undvika tysk-fransk konfrontation på belgisk mark. Först när detta inte gick att undvika anslöt sig den belgiska armén till Frankrikes hjälp. (En stor del av den belgiska armén tvangs dock retirera till Antwerpen, där de belägrades tills möjligheterna för undsättning blev utsiktslösa)    
Emellertid körde den tyska offensiven västerut fast i början av september (vid Undret vid Marne) och dessutom hade två ryska arméer ryckt in i Tyskland. Den tyske generalstabschefen Helmuth von Moltke d.y. (brorson till den mer beryktade Helmuth von Moltke d.ä.) ersattes med Erich von Falkenhayn. Därefter inleddes i Frankrike den s.k. kapplöpningen till havet varvid tyskar och fransmän (inkl. de få britter som hunnit ankomma efter Storbritanniens inhopp på den fransk-ryska sidan) försökt kringränna varandra, tills de nådde Engelska kanalen vid Niewpoort i Belgien. Nu gick det inte längre att kringränna varandra - från gränsen till Schweiz upp till Flanderns kust grävde arméerna ned sig i skyttegravar och kriget blev statiskt.
På denna sträcka av lite drygt 50 mil fanns mot slutet av 1915 omkring 7 miljoner soldater samlade längs ett smalt frontområde. En liknande truppkoncentration har aldrig överträffats, varken förr eller senare.  
Soldaterna var välutrustade med både kulsprutor och artilleri, men vapenslag som stridsvagnar och flygplan var ännu långt ifrån sin tekniska fulländning. Detta förhållande gjorde kriget än mer statiskt. T.ex. kunde en framryckning på 1 km beskrivas som "en stor framgång".
Under 1915 hade britter och fransmän på alla möjliga sätt försökt att bryta igenom den tyska skyttegravsfronten utan att lyckas. Tyskarna å sin sida tvangs gång på gång avvara trupper för att hjälpa Österrike-Ungern mot ryssarna på östfronten. Men Falkenhayn arbetade samtidigt ut en plan för att slå till i väster. Under 1915 hade tyskarna lärt sig att de fransk-brittiska stormningsförsöken oftast ledde till enorma förluster. Detta ville Falkenhayn nu försöka utnyttja till sin fördel.
Planen var att först försöka erövra ett specifikt område, därefter skulle Frankrikes återerövringsförsök kosta så pass mycket blod att Frankrike skulle behöva dra sig ur kriget. Att valet föll på den starkt befästa gränsstaden (1871-1918) Verdun var ingen slump. För det första hade stadens befästningar (av armerad betong) rykte att "vara ointaglig", den låg dessutom strategiskt placerad ifall ett riktigt genombrott av fronten skulle inträffa (vilket dock inte ingick i Falkenhayns primära förhoppningar) och dessutom saknades brittiska trupper i området. Tyskarna hade erhållit information om hur brittiska och franska officerare inte kom överens. Och någon gemensam chef för västfronten saknades. Dåvarande general Joseph Joffre (ersatt under slaget av general Robert Nivelle) var fransk överbefälhavare och Douglas Haig brittisk dito. Joffre menade att en gemensam överbefälhavare måste vara fransman, eftersom man befann sig i Frankrike. Det var emellertid otänkbart för Haig och dennes brittiska kollegor att låta brittiska styrkor stå under franskt befäl. (Problemet löstes inte förrän efter att Förenta Staterna i april 1917 motvilligt dragits in i kriget. Den franske marskalken Ferdinand Foch utsågs först i mars 1918 till gemensam överbefälhavare i väster.)  
Falkenhayn hoppades därför även att den första tyska storoffensiven på västfronten sedan krigets inledning skulle öka misstron mellan franska och brittiska generaler. Detta genom att koncentrera sig på "helfranskt" försvarsområde, vilket Verdun var. Men anfallets främsta mål var att "nöta ut" och decimera den franska armén och samtidigt hålla nere sina egna förluster.

## Slaget
Slaget hade namnet Operation Gericht, "Domen". Eftersom Verdun var en så känslomässigt viktig stad för fransmännen (se nedan), räknade tyska krigsledningen med att den skulle försvaras hårt, vilket också blev fallet - ungefär tio procent av alla franska soldater som miste livet under första världskriget gjorde det här.

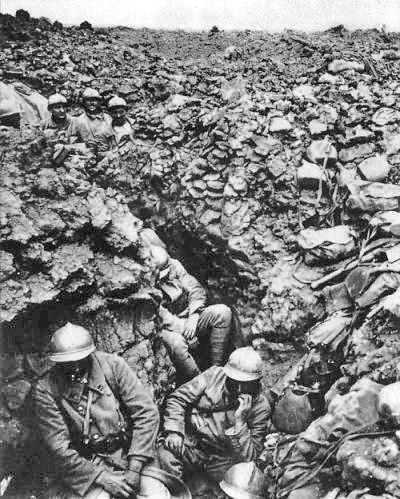
Soldater ur franska 87:e regementet vid Côte 304, nordväst om Verdun 1916.

Den tyska armén angrep fransmännen med historiens hittills längsta förberedande artilleribeskjutning som varade hela nio timmar ! Därefter ryckte tyskarna fram, för första gången med understöd av eldkastare. Tyskarnas framryckning gick långsamt, men man lyckades erövra Fort Douaumont, den centrala franska befästningen. Staden Verdun lyckades man dock inte inta.
Tyskarna hade uppfattningen att fransmännens stridsvilja avtagit och att deras moral sjunkit, så de tänkte att intagandet av ett starkt fäste skulle innebära att hela det franska försvaret skulle falla ihop. De valde att angripa den befästa staden Verdun som var omringad av en ”fortcirkel”, det vill säga fort som låg runt staden i en cirkel. Verdun hade sedan 1600-talet varit en symbol över det franska försvaret.
Den 21 februari började den tyska offensiven med ett skott från en av Krupps 380 mm fartygskanoner som träffade katedralen i Verdun på nära 32 km bort. Slaget sattes igång och staden Verdun bombarderades, detta fick de kraftigt decimerade franska styrkorna att försöka fly undan de tyska granaterna.
Slaget verkade förlorat för fransmännen, men förstärkningar anlände och fransmännen började sätta upp nya försvarslinjer, varpå det tyska anfallet mattades. Tyskarna hade tidigare fraktat dit flygplan, och nu började en luftstrid som pågick under en lång tid. Nere på marken så fortsatte striden med allt högre tempo. Tyskarna ryckte fortfarande fram och deras kanoner krossade befästa kullar och kulsprutenästen. De franska trupperna kämpade hårdnackat och gjorde lokala motanfall mitt i en pågående artilleribeskjutning. Fransmännen kunde inte hålla tillbaka de tyska trupperna mer än några enstaka timmar. Detta ledde den 25 februari till att tyskarna nådde Douaumont, det största av de yttre forten kring Verdun.
Man kan sammanfatta det som hände under de följande månaderna med att ett antal byar och befästningar bytte ägare närmare 20 gånger; egentligen hände inget av större vikt. Efter månader av fruktlösa anfall från båda sidor, så lyckades de franska trupperna till slut driva tillbaka tyskarna till de positioner de haft innan attacken. 

### Fotnoter
1. ↑  Detta yttre fort ska inte förväxlas med själva huvudfortet, "Verdunfortet".

## Motoffensiv
Försvaret av Verdun anförtroddes åt general Philippe Pétain (senare marskalk och krigshjälte, men som slutade sina dagar som en livstidsfånge, dömd för landsförräderi under andra världskriget) som skickligt organiserade ett tidigare försummat försvar. Under perioden slutet av juni till en bit in i juli var situationen ur franskt perspektiv mycket kritisk. Bland annat efter en attack med förgasad fosfor den 21/6 höll det franska försvaret på att kollapsa. Utan Pétains förebyggande åtgärder hade så troligtvis också skett. Men det ursprungliga tyska målet, att Frankrikes arméer skulle förblöda övergick delvis i tysk stolthet över de egentligen blygsamma erövringarna (huvudsakligen fortet Douamont)
Och när britterna den 24 juni under general Henry Rawlinson inledde slaget vid Somme, som totalt slukade än fler offer än vad Verdun kom att göra, så lättade trycket mot både de inre forten och staden Verdun. Tyskland fick från och med den 11 juli åter gå på defensiven. Och mycket sakta (som vanligt på Västfronten) återerövrade Frankrike den terräng tyskarna erövrat. I augusti stod det klart att Falkenhayns krigsplan inte fungerat och han ersattes av fältmarskalk Paul von Hindenburg. 
Fort Douamont återerövrades den 24 oktober. Slaget, som definitivt anses avslutat den 15 december, blev inte den framgång Falkenhayn hoppats på. På fransk sida utropades Pétain som "segraren vid Verdun".

## Resultat
Termen "oavgjort" passar troligtvis bäst in på slagets resultat. Frankrike återerövrade den mark som egentligen bara skulle fungera som lockbete. Det kostade Frankrike 377 231 döda, sårade och saknade, medan de tyska förlusterna slutade något lägre, 337 000 man. 
Samtidigt var förlusterna i slaget vid Somme (som ofta anses som den mest meningslösa människoslakten av alla under hela världskriget) 419 000 britter och 200 000 fransmän mot 650 000 tyskar.
Sammantaget på Västfronten år 1916 förlorade Ententen 1.119.000 man och Tyskland 1.084.000 man. Och fronten förblev i princip oförändrad. Dessa fakta besvarar troligen frågan "Vem vann?" bättre än något annat svar.
Enligt uppskattningar avfyrades ungefär 23 miljoner granater vid slaget vid Verdun, av vilka stora mängder fortfarande ligger kvar odetonerade i marken. Bara i Belgien har 400 minröjare dödats eller skadats vid röjning efter krigets slut. Under slaget förstördes nio byar som aldrig återuppbyggdes. En stor yta är så giftig och farlig på grund av mängden blindgångare att området har angivits som zone rouge. Platsen har aldrig blivit minröjd. Bredvid slagfältet står idag ett ossuarium innehållande skeletten från de 130 000 kroppar man inte lyckades identifiera efter slaget.